# Рузский, Николай Николаевич
Николай Николаевич Рузский (1897 — 1962, Мадрид) — русский офицер, участник Первой мировой войны, политический и военный деятель Русского зарубежья.

## Биография
Окончил Императорское училище правоведения (79-й выпуск конца 1917 — начала 1918 г.) и Пажеский Его Императорского Величества корпус. Был офицером лейб-гвардии Конного полка. Участник Первой мировой войны. После революции участвовал в антикоммунистической деятельности в России. Арестовывался ЧК. В 1921 г. ему удалось нелегально пересечь финскую границу. Перебравшись в Париж, он смог в 1929 г. организовать небольшую группу монархистов в «Российском Имперском Союзе-Ордене» и возглавил его. По воспоминаниям соратников, был умелым оратором и идеологом, создал во всем Зарубежье отделы и группы Российского Имперского Союза. Н. Н. Рузский и «Российский Имперский Союз» с самого начала своей деятельности были не согласны с претензиями великого князя Кирилла Владимировича на российский престол. В 1939 г. Н. Н. Рузский не согласился с решением Верховного совета Имперского союза о поддержке Российского Императорского дома, который после смерти Кирилла Владимировича возглавил его сын великий князь Владимир Кириллович, и, чтобы избежать раскола Имперского союза, покинул пост председателя.
Во время Второй мировой войны переехал во франкистскую Испанию, где впоследствии и умер.